# ディーン・アシュトン
ディーン・アシュトン（Dean Ashton, 1983年11月24日 - ）は、イングランド・スウィンドン出身の元サッカー選手。元イングランド代表。現役時代のポジションはセンターフォワード。
現役時代はフォワードとしてクルー・アレクサンドラFC、ノリッジ・シティFC、ウェストハム・ユナイテッドFCに在籍し、フットボールリーグ・チャンピオンシップとプレミアリーグの舞台で240試合以上に出場。また、イングランド代表で1試合に出場した。才能豊かな点取り屋として称賛されていたものの、度重なる足首の負傷から回復することが出来なかったため、2009年12月11日に26歳で現役引退を表明した。

## 経歴

### クラブ

#### クルー・アレクサンドラ
ウィルトシャーのスウィンドンに生まれ、チェシャーのホームズチャペルで育ったアシュトンは、ユース時代をストーク・シティFCとクルー・アレクサンドラFCの下部組織で過ごし、ダリオ・グラディ（en）監督の下、2000年のジリンガムFC戦（1-0）に16歳でプロデビューを果たした。それから3ヶ月後のグリムズビー・タウンFC戦（3-1）で途中出場から2試合目を飾り、バーンリーFC戦（4-2）でプロ初得点を記録。2001年1月にFAカップのカーディフ・シティFC戦で初先発出場をしている。最終的にプロ1季目である2000-01シーズンは、ボルトン・ワンダラーズFC戦、ポーツマスFC戦、ジリンガム戦、ウィンブルドンFC戦での決勝点を含めて2部で8得点を記録した。
2季目は、負傷や不調によって一時期チームから離脱していたものの公式戦で10得点を挙げた。チームはシーズン終了後に3部へ降格してしまったが、続く2002-03シーズンに公式戦で16得点を挙げる活躍を見せて、チームの1季での2部復帰に貢献した。また、2003年3月23日のルートン・タウンFC戦（4-0）では、2得点を挙げ、さらにデヴィッド・ヴォーン（en）の得点をアシストする活躍から、試合後にグラディ監督から惜しみない称賛を送られた。
2003-04シーズンは、2004年3月6日にJJBスタジアムでのウィガン・アスレティックFC戦のハットトリック（内PK2本）を含めてリーグ戦で19得点を挙げたことから、シーズン中にウルヴァーハンプトン・ワンダラーズFCを中心に数クラブから関心を寄せられていたものの、グベルティ監督はあくまで噂だとして一蹴した。2004-05シーズンも引き続き点取り屋の才能を発揮して18得点を挙げる中、シーズン途中の2005年1月10日にクラブ史上最高金額となる移籍金300万ポンドで1部のノリッジ・シティFCと3年契約を締結した。

#### ノリッジ・シティ
2005年1月に移籍金300万ポンドがクリスタル・パレスFCから提示されていたが、グベルティ監督の助言によりノリッジ・シティと契約したアシュトンは、1月21日に打ち合いとなったホームでのミドルズブラFC戦（4-4）で初出場および初得点を記録し、2月28日のマンチェスター・シティFC戦での得点により、BBC選定月間最優秀得点賞でティエリ・アンリに次いで2位に選出される等、初となる1部の舞台ながらもチームの得点源としてプレーし、その活躍は多くの専門家からノリッジが残留成功のための鍵はアシュトンと言わしめるほどだった。その声に応えるべく、ニューカッスル・ユナイテッドFC戦、ポーツマス戦といった残留に重要な試合を含めて得点を重ねていったものの、最終的にチームは降格が決定した。シーズン終了後に当然のように獲得に興味を示すクラブがあったが、アシュトン自身はチームを1部復帰させるために翌シーズンも残留することを決意した。
ノリッジに残留して2部でプレーする日々の中、2005年12月19日にキャロウ・ロードでのサウサンプトンFC戦でハットトリックを挙げるなど、活躍を見せるアシュトンの資質は、トップリーグでプレーするのに値すると考えたマンチェスター・シティとチャールトン・アスレティックFCを始めとした数クラブが関心を寄せ、特にチャールトンのアラン・カービシュリー監督は、アシュトン獲得のため自チームの6選手を用意していると伝えられた。さらに、ウェストハム・ユナイテッドFCも関心を示し、周囲が騒がしくなる中でノリッジのナイジェル・ワージントン（en）監督は、クラブが望む移籍金と一致した場合のみ交渉すると発言し、これらの噂を鎮圧させようとした。その一方でウィガンのポール・ジュエル監督は移籍金の高額さにより撤退する意思を見せた。アシュトン自身は、2005年夏に契約を2009年6月まで延長して将来についての憶測を封じていたが、12月のワージントン監督の発言の通り、ノリッジ側が望む移籍金が一致した場合に限って1月に退団することが可能となっており、移籍の可能性が潰えたわけではなかった。その移籍期限の1月になると、負傷とはいえFAカップのウェストハム戦に欠場したことで多くの憶測を呼び、最終的に2006年1月22日に移籍金700万ポンド、2つのインセンティブ（アシュトンのイングランド代表招集とチームの欧州カップ戦出場が条件）により最大移籍金725万ポンド（それぞれ12万5000ポンドのボーナス）でウェストハムと契約。さらに、ノリッジは15%の転売条項を交渉した。

#### ウェストハム

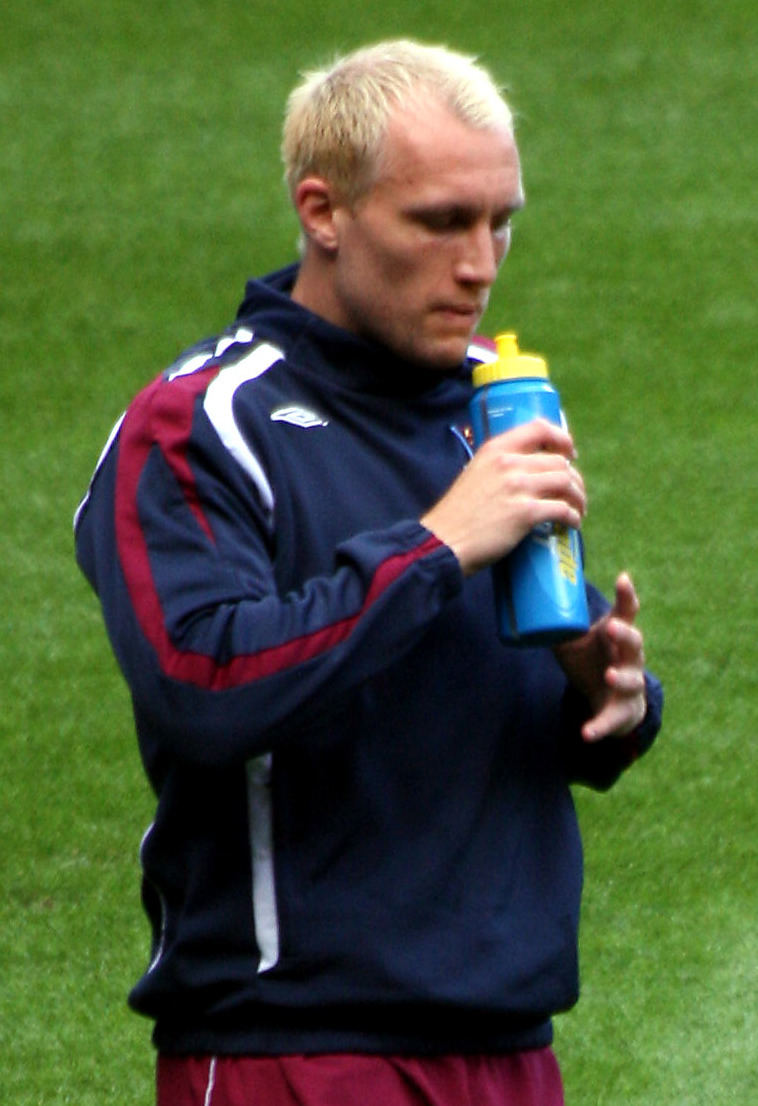
ウェストハムで試合前に準備するアシュトン

ウェストハムとの数週間の交渉の末、フラムFC戦の前日の2006年1月22日に契約したアシュトンは、2月1日にアウェイのアーセナルFC戦（3-2）で初出場を飾って以降、FAカップ準々決勝のマンチェスター・シティ戦で2得点を挙げる等、いくつかの試合で重要な得点を記録した。そんな中、ミドルズブラとの準決勝前半で相手GKマーク・シュワルツァーとの競り合いで肘が相手の鎖骨に当たり、骨折させる事件を起こし、以後、ミドルズブラのファンのブーイングを背中に浴びながらプレーしたアシュトンは、試合終了後にシュワルツァーと相手ファンに対して「悪意はなく、偶発的だった」と謝罪した。

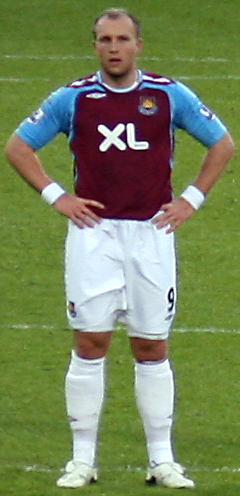
2007年12月のエヴァートンFC戦でのアシュトン

リヴァプールFCとのFAカップ決勝戦に出場したアシュトンは、再三に渡り相手ゴールに迫り、相手ディフェンス陣を脅かして得点を挙げた。最終的にPK戦（3-3の引き分け後）の末に1-3で破れ、タイトル獲得とはならなかったが、決勝戦の3日前にウェスト・ブロムウィッチ・アルビオンとのリーグ戦でハムストリングを負傷したことにより追い込み練習に参加出来なかったにもかかわらず、短期間で負傷から復帰し、負傷を感じさせぬプレーに評論家のアラン・ハンセンから称賛された。ウェストハムでの1季目は、後半戦からの加入で公式戦16試合6得点を記録した。シーズン終了後、2006年夏の間にブーリン・グラウンドから離れ、ニューカッスル・ユナイテッドへ向かうと噂されていたが、アラン・パーデュー監督は「どこにも行かない」と否定した。
2006年8月にイングランド代表へ招集された際、練習中に足首を骨折したことで2006-07シーズン全体の欠場を余儀なくされた。アシュトン不在となったチームは実質シーズン全体に渡って降格の危機に晒され、降格した場合にクラブから去るだろうとの憶測がなされる中、2007年3月にエッガート・マグヌソン会長は「この先、何年もうちの選手だ」と語った。チームは最終節に降格を回避することに成功した。
2007年7月14日にダゲナム・アンド・レッドブリッジFCとのシーズン前の親善試合で復帰を果たして45分間プレーしたアシュトンは、復帰出来るか疑わしかったと不安に感じていたことを認め、「今シーズンのリーグ戦で自分よりハングリーな選手はいないだろう」と試合後に興奮気味に語った。その後、レイトン・オリエントFC戦でプレシーズン初得点を挙げ、さらにASローマ戦でも得点した。2007年8月11日のマンチェスター・シティとのリーグ戦でジョージ・マッカートニーに代わり65分から公式戦に復帰以降、マンチェスター・ユナイテッドFC戦のオーバーヘッドキックを含め、同2007-08シーズンの公式戦で35試合11得点を記録。2008年6月には、クラブと契約を2013年までの5年延長した。2008-09シーズンは、ウィガンとの開幕戦（ホーム2-1）で2得点を挙げて勝利に導き、長期延長というクラブからの大きな期待に早速応える形となったが、それから程なくして新たに就任したジャンフランコ・ゾラ監督との最初の練習で足首を捻挫し、故障者リストに入った。
練習中の負傷により2008-09シーズン残りを離脱し、翌2009-10シーズンも欠場が続く中で現役引退が噂され、ゾラ監督はそれを否定して復帰を待ち望んでいると語ったものの、結局2006年8月に代表での練習中にショーン・ライト＝フィリップスからの激しいタックルにより負傷して以降、持続的な足首の負傷から回復することが出来なかったアシュトンは、2009年12月11日に現役引退を表明した。ウェストハムでは公式戦56試合19得点を記録したが、2008年9月13日のウェスト・ブロムウィッチ・アルビオン戦から引退するまで出場はなかった。
現役引退を聞いたクルー・アレクサンドラ時代の恩師グラディ監督は、翌日に指導者への道を誘うと記者団に語ったが、それに応じることはなく、一時期サッカー界から距離を置いて家族との時間を優先した。サッカー界に復帰後は、ノリッジで一時期指導者を務めるも、情熱を持つことが出来ず、2013年時点ではメディアで時折コメンテーターを務める傍ら、義理の兄弟と共にゴルフ関連の会社を立ち上げている。
2010年11月にウェストハムは、負傷引退したアシュトンの補償としてFAに対して1050万ポンドを求めると、2011年2月にFAは補償することに合意して和解したと声明した。

### 代表
各世代別代表を経験したアシュトンは、アラン・シアラーと比較され、ジェフ・ハーストから称賛される程の活躍をクラブで見せていたことから、2006 FIFAワールドカップでウェイン・ルーニーの相棒になるだろうと目されていたものの、スヴェン＝ゴラン・エリクソン監督は潜在的な可能性からセオ・ウォルコットを選択した。
2006年8月にギリシャとの親善試合へ向けてスティーブ・マクラーレン新監督によってA代表に初招集された。しかし、試合のちょうど前日の練習でショーン・ライト＝フィリップスからの激しいタックルにより足首を骨折したことでデビューする機会を逃した。その負傷が影響して1年以上に渡り実戦から離脱していたものの、復帰後の活躍が認められ、2007年10月5日にUEFA EURO 2008予選のエストニア戦とロシア戦へ向けて再招集された。しかし、それから数日後のリーグ戦で靭帯を損傷したことで再度デビューを逃した。
2008年5月にアメリカとトリニダード・トバゴとの親善試合へ向けてファビオ・カペッロ監督によって招集され、6月1日のトリニダード・トバゴ戦でついに初出場を飾る。初招集されてからデビューまで実に2年以上を要した。試合後にカペッロ監督は、「技術面で優れているが、あまり速くないから減量したほうがいい」とコメントした。

## タイトル
個人
- ミルクカップジュニア (U-14)部門得点王 : 1998[51]